# Paulette, la pauvre petite milliardaire
Pour plus de détails, voir Fiche technique et Distribution.
Paulette, la pauvre petite milliardaire est un film français réalisé par Claude Confortès et sorti en 1986.

## Synopsis
Les mésaventures de Paulette, la fille du célèbre industriel milliardaire Gulderbilt, qui sera successivement enlevée pour rançon, menacée de mort puis enfin héritière convoitée après le décès de ses parents… Une adaptation de la bande dessinée de Pichard et Wolinski avec, en figurants, quelques-uns de leurs célèbres confrères.

## Fiche technique
| - Titre : Paulette, la pauvre petite milliardaire - Réalisateur : Claude Confortès - Scénario : Claude Confortès d’après la BD Paulette de Georges Pichard et Georges Wolinski - Assistants-réalisateur : Jean Couturier, Pablo Fréville - Décors : Françoise Deleu - Costumes : Édith Vesperini - Photographie : Claude Agostini - Son : Dominique Levert - Monteuse : Ghislaine Desjonquères - Musique : Nicolas Errèra | - Pays d’origine : France - Date de tournage : 1985 - Producteur délégué : Jean-Claude Fleury - Producteur exécutif : Patrick Delauneux - Sociétés de production : AMLF, CAPAC et GPFI - Distributeur d’origine : AMLF - Format : Couleur — Son monophonique — 35 mm - Genre : comédie - Durée : 92 minutes - Dates de sortie : 26 février 1986 en France |

## Distribution
| - Jeanne Marine : Paulette Gulderbilt - Catherine Leprince : Joseph - Luis Rego : Georges - Gérard Desarthe : Guillaume - Roland Blanche : Albert-Henri - Jean-François Perrier : le majordome des Gulberbilt - Philippe Avron : le directeur de l'asile - Maurice Baquet : le père de Joseph - Georges Beller : Alphonse - Dominique Besnehard : Gustave - Marie-Christine Descouard : Lola - François Cavanna : un ex-détenu - Claude Confortès : Caruso - Mylène Demongeot : Madame Gulderbilt - Roland Dubillard : Monsieur Gulderbilt - Claude Evrard : le commissaire - Jean-Paul Farré : le docteur Schmoldingue - Roland Giraud : Jojo - Didier Kaminka : le réceptionniste - Philippe Ogouz : le pointeur de l’usine - Professeur Choron : le directeur de journal - Maurice Risch : le chef du personnel | - Jean-Marie Rivière : Dominique - Michèle Bernier : la fermière - Guy Montagné : le fermier - Éric Métayer : Prosper - Christian Sinniger : Gilbert - Michel Muller : Roger - Jacques Robiolles : l’aristo - Gérard Caillaud : l’avocat - Patrick Timsit : le fou « poignée de main » - Patrick Font : Auguste - Serge Bento : Un agent de police - Valeria Bruni-Tedeschi : Valeria, la saxophoniste - Gébé - Georges Pichard - Georges Wolinski - Siné - Philippe Vuillemin - Willem - Charles Schmitt : Joseph vieux - Cerise : Simone |